# Miron Białoszewski

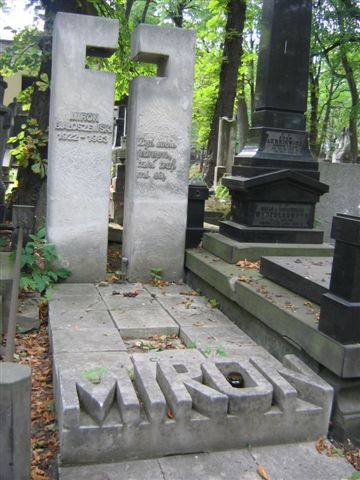
Miron Białoszewskis gravvård på Powązkikyrkogården i Warszawa.

Miron Białoszewski (polskt uttal: [ˈmirɔn bjawɔˈʂɛfskʲi]) född 30 juni 1922 i Warszawa, död 17 juni 1983, var en polsk poet, prosaist, dramatiker och skådespelare.

## Biografi
Białoszewski deltog i underjordiska språkvetenskapliga kurser ordnade av Universitetet i Warszawa under den tyska ockupationen av Polen. Efter Warszawaupproret fördes han till ett nazistiskt arbetsläger och  återkom sedan till Warszawa vid slutet av andra världskriget.
I början arbetade han på huvudpostkontoret i Warszawa och sedan som journalist för olika populära tidskrifter, somliga av dem riktade för barn.  År 1955 var Białoszewski med om att grunda en liten teater, Teatr na Tarczyńskiej (Teatern på Tarczyńskagatan), där hans pjäser Wiwisekcja och Osmędeusze fick premiär. Bland skådespelarna i uruppsättningarna kan nämnas Białoszewski själv och Ludmiła Murawska. Samma år debuterade Białoszewski i tidskriften Życie Literackie tillsammans med en annan berömd polsk poet, Zbigniew Herbert. År 1956 utkom hans första diktsamling Obroty rzeczy. Därefter utgavs diktsamlingarna Rachunek zachciankowy (1959), Mylne wzruszenia (1961) och Było i było (1965). I flera år bodde Białoszewski ihop i en lägenhet på Dąbrowskitorget med sin livskamrat, målaren Leszek Soliński.
År 1970 utgavs hans självbiografi, Dagbok från upproret i Warszawa, där han beskrev sina upplevelser under krigstiden. Under de sista åren utgavs både poesiböcker (Wiersze, Poezje wybrane, Miron Białoszewski [i serien Poeci Polscy], Odczepić się, Wiersze wybrane i dobrane, Trzydzieści lat wierszy, Oho) och böcker som innehöll poesi blandad med prosa (Teatr Osobny, Rozkurz, Stara proza i nowe wiersze, Obmapywanie Europy. Aaameryka. Ostatnie wiersze). Han avled i hjärtinfarkt den 17 juni 1983.

## Litterär stil och betydelse
Stilen av Białoszewski är mycket individuell och ovanlig. Hans dikter har fokus på vardagliga saker och personliga händelser som avviker sig från den traditionella poesin. Dikterna vittnar om skräcket inför saker som är oförutsägbara för det lyriska jaget. Hans verk kännetecknas av en svåröversättlighet som gör hans dikter knappt tillgängliga utanför Polen. Samtidigt uppskattas han att vara en av de mest betydande polska författarna under 1900-talet.

### Poesi
- Obroty rzeczy (1956)
- Rachunek zachciankowy (1959)
- Mylne wzruszenia (1961)
- Było i było (1965)
- Wiersze (1976)
- Poezje wybrane (1976)
- Miron Białoszewski  [in the series Poeci Polscy ] (1977)
- Odczepić się (1978)
- Wiersze wybrane i dobrane (1980)
- Trzydzieści lat wierszy (1982)
- Oho (1985)

### Poesi med noveller
- Teatr Osobny (1973)
- Rozkurz (1980)
- Stara proza i nowe wiersze (1984)
- Obmapywanie Europy. Aaameryka. Ostatnie wiersze (1988 – posthumously)

### Prosa
- Pamiętnik z powstania warszawskiego) (1970)
Dagbok från upproret i Warszawa (svenska översättning, 2003: Catherine Berg och Jan Mizerski)